# Gare de Herve
La gare de Herve est une ancienne gare ferroviaire belge de la ligne 38, de Chênée à Plombières située à Herve dans la commune du même nom, en Région wallonne dans la province de Liège.
Elle est désormais fermée et la ligne a été démontée. Le bâtiment de la gare existe toujours et sert d’office de tourisme.

## Situation ferroviaire
Établie à 307 mètres d'altitude, la gare fermée de Herve est située au point kilométrique (PK) 19,70 de la ligne 38, de Chênée à Plombières entre la halte de Mélen et la gare de Battice.

## Histoire
La gare d'Herve est ouverte le 10 novembre 1873 par les Chemins de fer de l'État belge, quelques jours avant la mise en service de la deuxième section le 20 novembre, de Micheroux à Herve, de la ligne 38 dont l'origine est la gare de Chênée. La gare est le terminus de la ligne jusqu'au 25 janvier 1875, jour de l'ouverture de la section suivante d'Herve à la gare de Battice,.
Elle fut ensuite prolongée de Battice à Verviers (Ligne 38A), de Battice à Aubel (en 1881) et enfin d’Aubel à Plombières en 1895.
Elle possédait un bâtiment de gare et une halle à marchandises. Cette dernière datait de 1897.
Durant la Première Guerre mondiale, les troupes allemandes incendièrent la gare de Herve qui fut remplacée par un bâtiment provisoire en bois. La deuxième gare fut construite en 1926 ; l'architecte Putters réalisa les plans en 1924.
Après la Seconde Guerre mondiale, la ligne 38 subit le déclin des lignes secondaires. Le trafic des trains de voyageurs est d’abord supprimé entre Hombourg et Plombières, en 1952, et définitivement arrêté en 1957. La gare de Herve resta utilisée pour le transport des marchandises jusqu’en 1983 et des trains de marchandises desservirent la ligne jusque 1986 pour desservir Battice.
Après le démontage des voies, un RAVeL a été installé sur la ligne 38 entre Vaux-sous-Chèvremont et Plombières. Il est encore incomplet sur sa partie sud au-delà de Soumagne.
Le bâtiment de la gare a été réhabilité par la commune pour servir d’office de tourisme. Le reste du bâtiment accueille un restaurant et le logement du chef de gare est devenu une habitation. 

### Le bâtiment de la gare

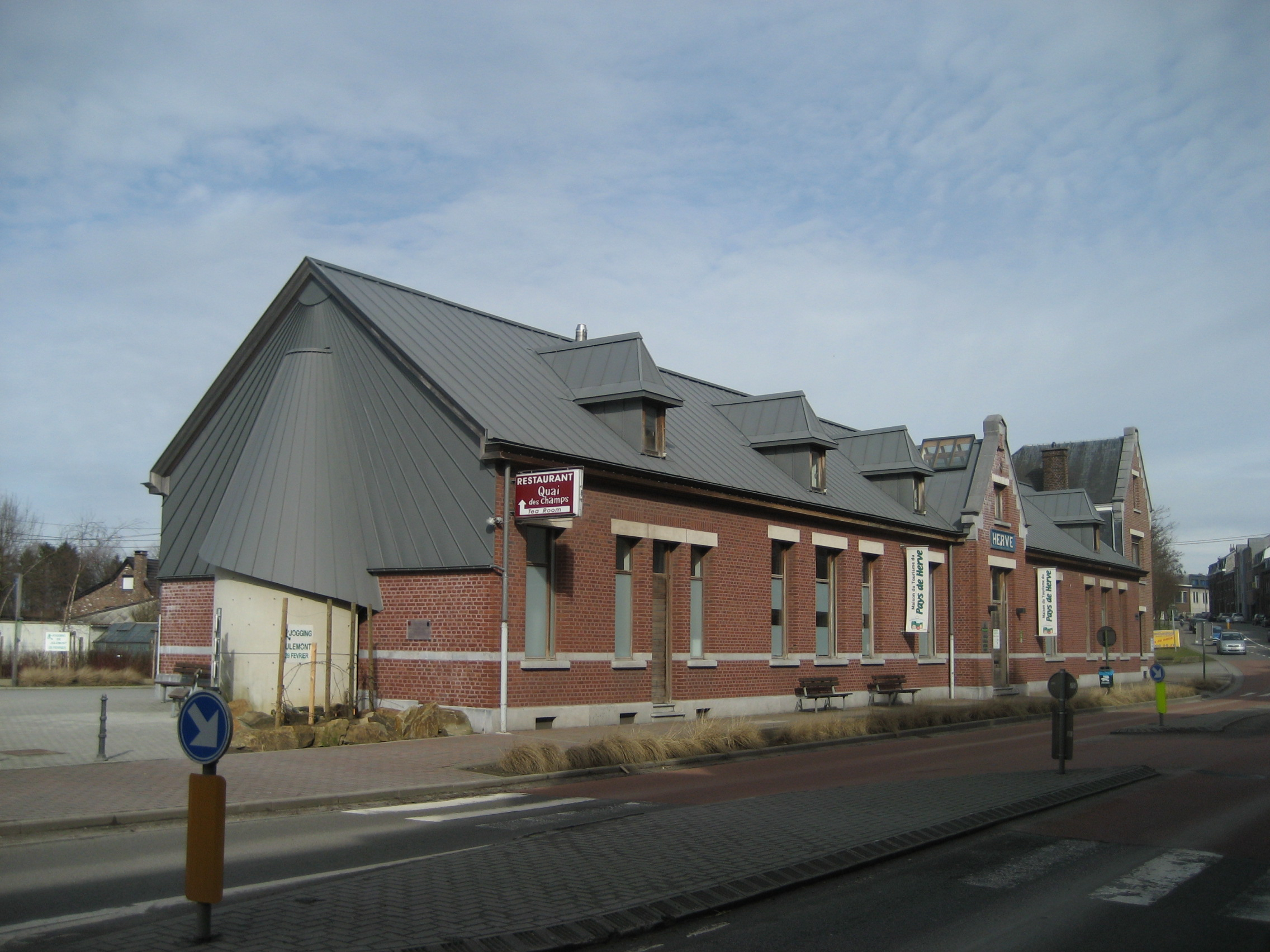
Bâtiment de la gare, côté rue.

Le premier bâtiment était un bâtiment de style néoclassique, identique à celui érigé à Aubel par la Compagnie des chemins de fer du plateau de Herve. Elles copiaient des gares construites dans les années 1850 par les Chemins de fer de l'État belge.
À Battice, la gare est constituée d’un bâtiment à deux étages de cinq travées sous bâtière longitudinale. Les deux travées extrêmes faisaient très légèrement saillie côté rue et étaient surplombées d’une corniche en mitre.
Toutes les travées étaient munies d’arcs en plein cintre, surplombées par de petits arcs de brique, la façade était en briques et la toiture en zinc.
Ce bâtiment fut détruit pendant le saccage de la ville le 4 août 1914, et sera remplacé par une construction temporaire en bois. La halle à marchandises est resté debout.
Un bâtiment définitif remplace cette gare en bois dans les années 1920-1930. Il est constitué d'une longue aile basse de dix travées à linteau droit (dont une triple) sous bâtière longitudinale avec un porche sous pignon faisant saillie côté rue.
Un logement de fonction à deux étages en L ayant un aspect différent est accolé à la gare, légèrement en retrait. Il est construit avec d’autres sortes de briques, les étages sont plus bas et l’aspect est celui d’une petite maison bourgeoise.
La rénovation entraîne la couverture du toit et du pignon latéral par un revêtement métallique.